# Baek In-chul
Baek In-chul (* 20. Dezember 1961 in Seoul, Südkorea) ist ein ehemaliger Boxer im Supermittelgewicht und Weltmeister des Verbandes WBA.

## Karriere
Er gewann seine ersten 26 Kämpfe alle durch klassischen K. o. In seinem 14 Fight holte er sich den vakanten OPBF-Gürtel und verteidigte ihn anschließend fünfmal. Am 19. Mai 1983 nahm ihm der US-amerikaner Sean Mannion diesen Titel ab. Allerdings konnte er ihn sich im Juli desselben Jahres wieder erkämpfen.
Im November im Jahre 1987 boxte er gegen Julian Jackson zum ersten Mal um den WBA-Weltmeistertitel und scheiterte durch T.K.o in Runde 3. Im Jahr darauf trat er gegen Park Chong-pal erneut um die Weltmeisterschaft des Verbandes WBA an. Diesmal konnte sich In-chul den Titel sichern, indem er seinen Gegner in der 11. Runde durch technischen K. o. besiegte. Diesen Titel konnte er insgesamt zweimal verteidigen.